# Самце (футбольний клуб)
Самце (англ. Samtse Football Club) — бутанський футбольний клуб з міста Самце, який проводить свої домашні матчі на стадіоні «Самце Дзонгкхаг». Вони фінішували останнім у першому розіграші Національної ліги Бутану.

## Історія
Команда під назвою «Самце» брала участь в Дивізіоні А 2001 року, де вони фінішували на другому місці, пройшовши кваліфікацію зі свого групового етапу, але у фіналі програв (0:3) «Друк Стар». Однак невідомо, чи це та сама команда, оскільки на сайті Федерації футболу Бутану зазначено, що клуб заснували 2012 року. Немає записів про те, щоб команда із Самце знову змагалася в Дивізіоні А, тому, ймовірно, це дві окремі команди та є просто представниками міста Самце.
Команда виступала в першому сезоні Національної ліги Бутану, представляючи дзонгхаг Самце, але їх перший сезон змагань не був вдалим, оскільки вони програли всі свої десять матчів та зайняв нижнє місце в чемпіонаті з різницею -31 м'яч. Незважаючи на те, що у вище вказаному сезоні не було вильоту з Національної ліги, вони не повернулися до змагань у наступному сезоні.